# Фудзівара но Мітікане
Фудзівара но Мітікане (*藤原 道兼, 961 — 13 червня 995) — середньовічний японський державний діяч, кампаку в 995 році. Засновник клану Русу.

## Життєпис
Походив з аристократичного роду Фудзівара. Другий син Фудзівара но Канеіє, сешшьо і кампаку, та Фудзівара но Токіхіме. Народився у 961 році. Здобув гарну освіту в буддистському монастирі. 975 році надано молодший п'ятий ранг. У 980 році поступив до Відомства прислуги. Поступив до імператорського кабінету.
У 984 році призначається старшим державним радником. У 986 році виступив проти зречення імператора Кадзана, яке відбулося під впливом його батька. У 986 році стає імператорським радником, 987 року — середнім імператорським радником та очолив двір імператриці-матері.
990 року призначено Правим начальником Внутрішньої імператорської гвардії, а 991 року — двірцевим міністром. У 994 році призначено Правим міністром. Після відставки старшого брата Фудзівара но Мітітака з посади кампаку 28 квітня Мітікане обійняв цю посаду. Втім 8 травня того ж року раптово помер. Головою клану Фудзівара став третій брат Фудзівара но Мітінаґа. Посмертно надано посаду великого державного міністра.